# 天主教新弗里堡教区
天主教新弗里堡教區（拉丁語：Dioecesis Neo-Friburgensis）是巴西一個天主教教區，位於里約熱內盧州東北部。教區屬尼泰羅伊總教區。
教區於1960年3月26日成立，2004年時有503,000名教友（佔總人口81.1%）。教區有50個堂區和72名司鐸。
現任教區主教為類斯·安多尼·洛佩斯-里西，宗座署理為保祿·安多尼·德-孔托，榮休主教為埃德尼·戈維亞-馬托佐。